# 헨리 미터
헨리 미터(H. Henry Meeter, 1886-1963)는 미국 칼빈대학교, 칼빈신학교, 프린스톤신학교, 화란 암스텔담 자유대학교에서 공부했으며, 미국 그랜드래피즈의 칼빈대학교와 신학교에서 교수 생활을 하였다. 그는 화란의 아브라함 카이퍼, 헤르만 바빙크, 미국의 B.B. 워필드, 암스트롱, J.G. 메이첸의 영향을 받았고 칼빈 연구와 칼빈주의 연구를 위해 전생애를 바쳤다. 그가 세상을 떠난 후 그가 남긴 업적은 헨리 미터 칼빈 연구소에 고스란히 남아 있다.

## 사상
칼빈주의는 신학에만 국한된 것이 아니라 모든 것을 포괄하는 사상 체계이다. 그 사상 범위에 신학과 동시에 정치, 사회, 과학, 예술 등에 대한 사상도 포함된다. 이 사상 체계는 인생관, 우주관, 세계관을 제공하는 것으로 사실 지금까지 인간에게 제공된 몇 가지 기본적 사상 체계들 중 하나로 간주된다.
제임스 오르(James Orr)는 근본적 철학 체계를 12개로 제한하고 다른 체계들은 이들의 변체들로 생각했다. 아브라함 카이퍼(A. Kuyper) 박사는 그것을 4개로 축소하고 그 4개 중 하나가 칼빈주의라고 칭했다.

## 같이 보기
- 헨리미터 센터